# Anvers (Paris metro)
Anvers är en tunnelbanestation i Paris metro. Stationen ligger i Paris turistkvarter i närheten av Sacré-Cœur och konstnärskvarten i Montmartre. Stationen som invigdes redan 1902 trafikeras av linje 2. Stationen är uppkallad efter Place d'Anvers.

## Fotogalleri

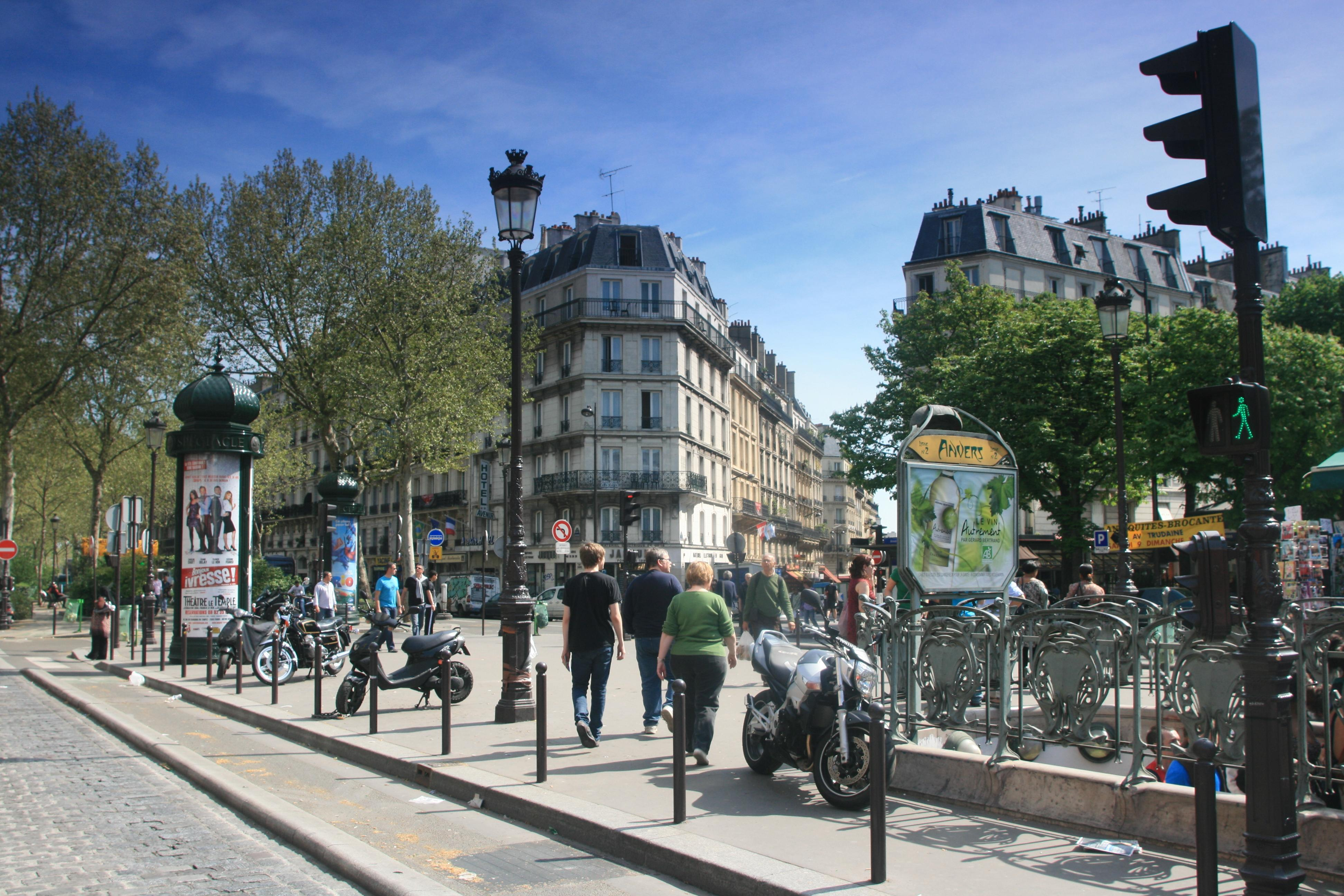
Place d'Anvers
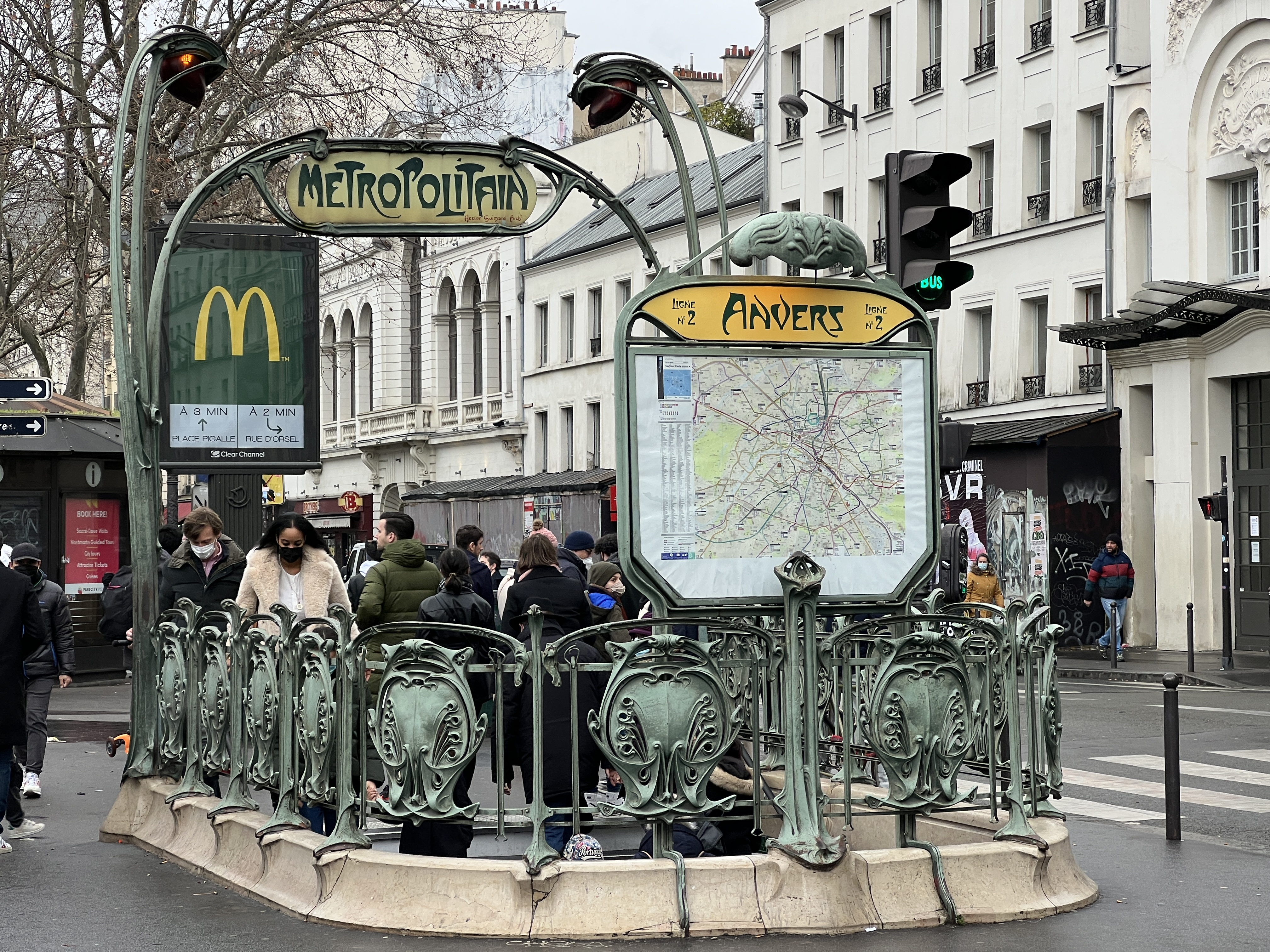
Entrén
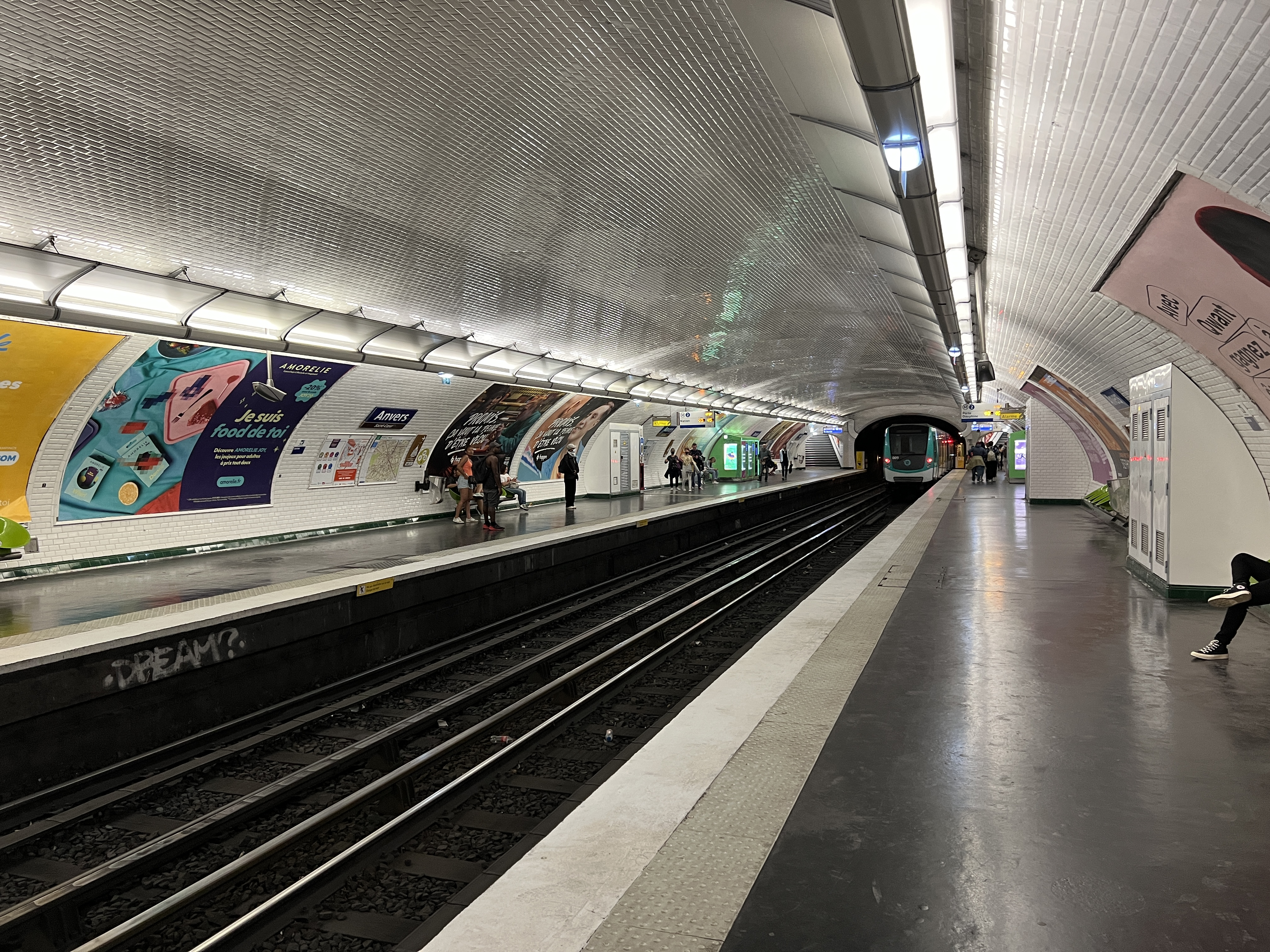
Perrongen
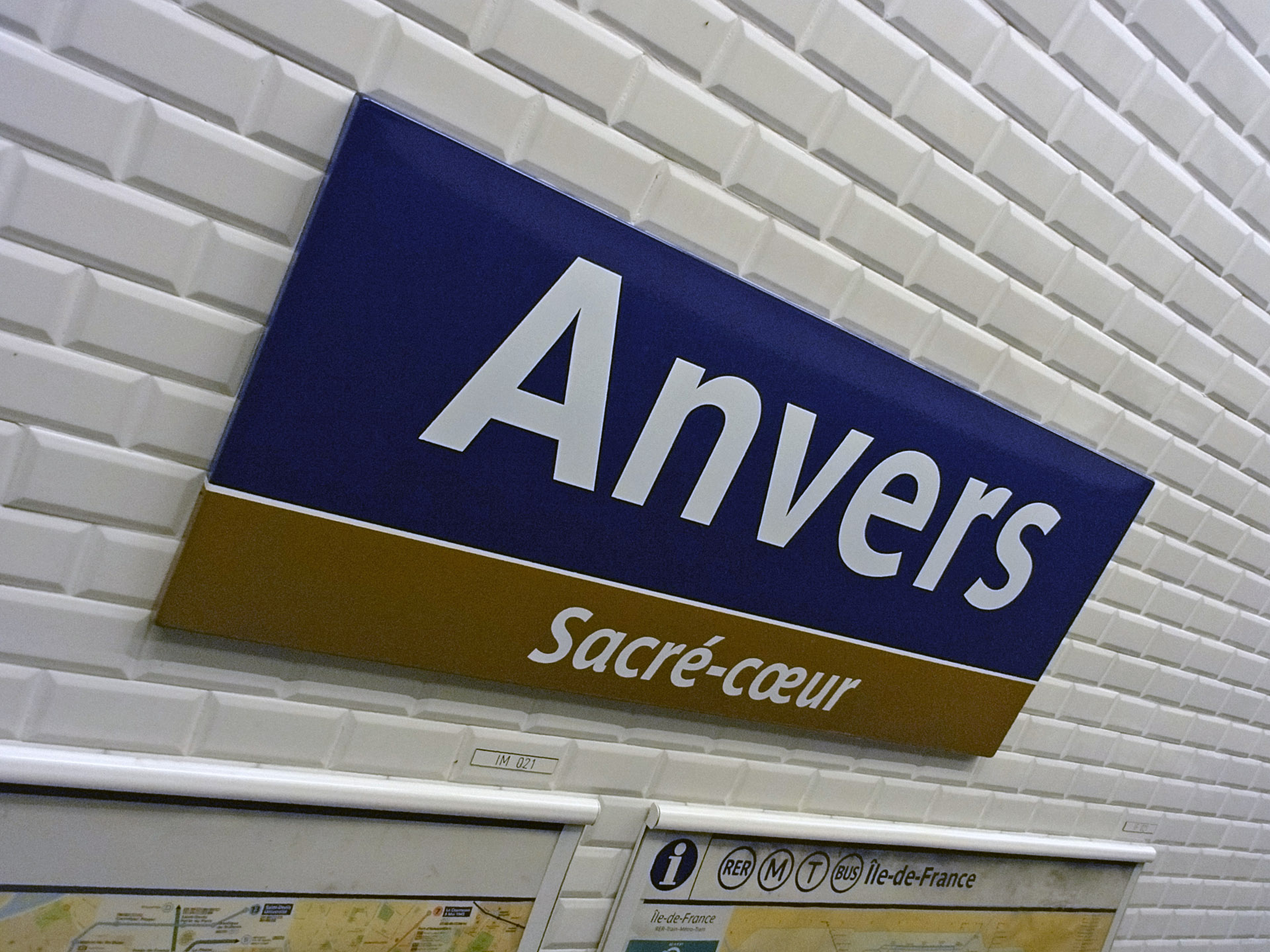